# Adérito Lopes
António Adérito Borges Lopes (Lisboa, 14 de fevereiro de 1980), é um ator português.

## Biografia
Adérito Lopes, ator, doutorado em Comunicação, Cultura e Artes (especialidade em Teatro), pela Faculdade de Ciências Humanas e Sociais da Universidade do Algarve (2014-2018); pós-doutorado em Teatro – Ensino Artístico, desenvolvido na Escola Superior de Teatro e Cinema – Instituto Politécnico de Lisboa em acolhimento do CIAC – Centro de Investigação em Artes e Comunicação com sede na Universidade do Algarve (2022-2023); mestre em Teatro, Artes Performativas, Interpretação pela ESTC - Escola Superior de Teatro e Cinema - Instituto Politécnico de Lisboa (antigo Conservatório Nacional de Teatro) (2011-2013). 
Título de Especialista em Artes/Teatro/Interpretação atribuído pelo IPL - Instituto Politécnico de Lisboa (2024).
Iniciou a sua atividade como ator no Grupo de Teatro Independente O Palmo e Meio em Lisboa, ao mesmo tempo  que frequentava a oficina/ateliê Espaços e Expressões, na Comuna - Teatro de Pesquisa (1996-1999).
Posteriormente o curso de formação de atores da Escola Profissional de Teatro de Cascais (1998-2001).
Estreia-se como profissional de teatro em 2001, no Teatro Experimental de Cascais, numa coprodução com o Teatro da Garagem, em Tríptico TEC de Carlos J. Pessoa.
Desde então trabalhou no teatro sob a direção de nomes como Águeda Sena; Bruno Bravo; Carlos Avilez; Carlos Pessoa; Castro Guedes; Fernando Jorge Lopes; Filipe La Féria; Guillermo Heras; Hélder Costa; João Lourenço; Joaquim Benite; José Martins; Maria do Céu Guerra; Paula Sousa; Rita Lello e Rui Luís Brás.
Integrou o elenco de espetáculos em companhias e grupos como A Barraca; Primeiros Sintomas; Teatroesfera; Teatro Aberto; Teatro Extremo; Companhia de Teatro de Almada; Teatro Noroeste - Centro Dramático de Viana; Teatro da Garagem; TEC - Teatro Experimental de Cascais, entre muitos outros.
Professor Coordenador do Curso Profissional de Intérprete - Ator/Atriz, no IDS - Instituto para o Desenvolvimento Social, Escola Profissional desde 2018.

### Agressão ao ator Adérito Lopes em 10 de junho  de 2025 e manifestações de solidariedade
A 10 de junho de 2025, Dia de Portugal, Adérito Lopes foi violentamente agredido por um grupo identificado como de extrema-direita, junto ao Teatro Cinearte – A Barraca, em Lisboa, momentos antes de interpretar Luís de Camões na peça Amor é Um Fogo que Arde sem se Ver. A récita, que seria a última da temporada, foi cancelada.
Dois dias depois da agressão, Adérito Lopes denunciou publicamente a escalada de ódio em Portugal e reafirmou o seu compromisso com a liberdade artística e a resistência cultural.
A 15 de junho de 2025, centenas de pessoas manifestaram-se em frente ao Teatro Cinearte – A Barraca e em mais 11 cidades portuguesas, em solidariedade com o ator e em protesto contra a violência e o ódio extremista.

## Teatro
Trabalhou em:
| Ano  | Título | Autor(a) | Encenador(a)                                                                | Personagem | Teatro/Companhia | Ref.   |
| ---- | --- | --- | --------------------------------------------------------------------------- | --- | --- | ------ |
| 2024 | Duas Peças em Estado Novo (Uma Reputação, seguida de Partida ou a Mulher sem Medo)                                                      | Susannah Finzi (Uma Reputação) e Armando Nascimento Rosa (Partida ou a Mulher sem Medo)                                         | Clara Ploux (Partida ou a Mulher sem Medo) e Telmo Ferreira (Uma Reputação) | Padre Confessor (Uma Reputação)                                                                                                | Projeto apoiado pela 9.ª edição do concurso IDI&CA do Politécnico de Lisboa (IPL/ESTC); Museu do Aljube | [ 16 ] |
| 2024 | Amor é um Fogo que Arde sem se Ver | Hélder Costa e Maria do Céu Guerra                                                                                              | Hélder Costa e Maria do Céu Guerra                                          | Luís Vaz de Camões | A Barraca | [ 17 ] |
| 2023 | Frei Luís de Sousa | Almeida Garrett | Adérito Lopes                                                               | Prior (voz off) | The Board - Celina Ferreira & Teresa Amaral | [ 18 ] |
| 2023 | Agamemnon | Ésquilo | Bruno Bravo                                                                 | Coro | Primeiros Sintomas em coprodução com Comédias do Minho | [ 19 ] |
| 2022 | Os Pintores de Canos | Heinrich Henkel | Adérito Lopes                                                               | O Chefe | A Barraca | [ 17 ] |
| 2021 | Elogio da Loucura | Erasmo de Roterdão | Hélder Costa e Maria do Céu Guerra                                          | Erasmo | A Barraca | [ 17 ] |
| 2021 | Muito para o Largo ou Santiago e o Mar, a partir de O Velho e o Mar de Ernest Hemingway                                                 | Ernest Hemingway | Sónia Barradas                                                              | Santiago | Oficina de Rapsódias; Arteria Lab, financiado por Interreg España-Portugal, Magallanes_ICC Industrias Culturais & Criativas e Universidade de Évora; CACO – Associação de Artesãos do Concelho de Odemira. CineTeatro Camacho Costa. | [ 20 ] |
| 2021 | Sonho de uma noite de Verão | William Shakespeare | Paula Sousa                                                                 | Teseu | Teatroesfera | [ 21 ] |
| 2020 | Ivanov | Anton Tchekhov | Maria do Céu Guerra                                                         | Borkine | A Barraca | [ 17 ] |
| 2019 | Uma Réstia de Temor - Variações sobre Édipo                                                                                             | Sam Shepard | Rita Lello                                                                  | Larry e Langos (Laio) | A Barraca | [ 17 ] |
| 2019 | A Torre de Babel | Hélder Costa | Hélder Costa                                                                | Rato Tangerina | A Barraca | [ 17 ] |
| 2019 | Hábito de Morrer | Afonso Botelho | Castro Guedes                                                               | Jovem Repórter | Dogma 12 Palácio da Independência | [ 23 ] |
| 2018 | À Volta o Mar no meio o Inferno, a partir de A Ilha de Sacalina de Antón Tchékhov e de textos dramáticos como Ivanov                    | Anton Tchekhov | Maria do Céu Guerra                                                         | Borkine | A Barraca | [ 17 ] |
| 2018 | Maio de 58 | António Torrado | Castro Guedes                                                               | Dr. Amândio | Dogma 12; Museu do Aljube | [ 26 ] |
| 2018 | Transição a partir do Livro do Desassossego de Bernardo Soares (Fernando Pessoa)                                                        | Bernardo Soares (Fernando Pessoa) Ricardo Belo de Morais                                                                        | Adérito Lopes e Ruben Garcia                                                | Vicente Guedes | Quanta – acontecimentos culturais (Antônio Terra); Templo da Poesia, Parque dos Poetas | [ 27 ] |
| 2018 | Farsa de Inês Pereira | Gil Vicente | Maria do Céu Guerra                                                         | Ermitão | A Barraca | [ 17 ] |
| 2017 | Mariana Pineda | Federico García Lorca | Maria do Céu Guerra                                                         | 4º Conspirador | A Barraca | [ 17 ] |
| 2017 | Erêndira! Sim, Avó..., a partir do conto A incrível e Triste História de Cândida Erêndira e Sua Avó Desalmada de Gabriel García Marquez | Gabriel García Marquez | Rita Lello                                                                  | Fotógrafo | A Barraca | [ 17 ] |
| 2017 | Processo: Fadas/Cottingley 1917 – 2017                                                                                                  | Rita Lello | Rita Lello                                                                  | Edward Gardner | A Barraca | [ 17 ] |
| 2016 | O Ano da Morte de Ricardo Reis | José Saramago com adaptação de Hélder Costa                                                                                     | Hélder Costa                                                                | Ricardo Reis | A Barraca | [ 17 ] |
| 2015 | Claraboia | José Saramago com adaptação de João Paulo Guerra                                                                                | Maria do Céu Guerra                                                         | Emílio Fonseca, o caixeiro-viajante                                                                                            | A Barraca | [ 17 ] |
| 2015 | Afonso Henriques | Hélder Costa | Hélder Costa                                                                | Bispo D. João Peculiar | A Barraca | [ 17 ] |
| 2014 | Tartufo | Molière | Hélder Costa                                                                | Lourenço (inspirado em Laurent, criado de Tartufo)                                                                             | A Barraca | [ 17 ] |
| 2014 | Fernão, Mentes?, versão livre de Peregrinação de Fernão Mendes Pinto                                                                    | Fernão Mendes Pinto e Hélder Costa                                                                                              | Hélder Costa                                                                | Fernão Mendes Pinto; Marinheiro; Indiano; Coja Acém; Tristão de Gá; Tártaro; Mitaquer; Nautaquim; Garcia de Orta; Rei do Japão | A Barraca no Teatro da Trindade | [ 17 ] |
| 2014 | Abril Esperanças Mil | Hélder Costa | Hélder Costa                                                                | Zé Luís, um soldado de Abril                                                                                                   | A Barraca na Assembleia da República | [ 17 ] |
| 2013 | Menino de Sua Avó | Armando Nascimento Rosa | Maria do Céu Guerra e Adérito Lopes                                         | Fernando Pessoa | A Barraca | [ 17 ] |
| 2012 | Lisístrata | Aristófanes | Hélder Costa e Maria do Céu Guerra                                          | Magistrado e Polícares | A Barraca | [ 17 ] |
| 2012 | As Aventuras Maravilhosas de Salta Pocinhas, a partir de Romance da Raposa de Aquilino Ribeiro                                          | Aquilino Ribeiro | Rita Lello                                                                  | Texugo, Bufo, Gato, Coelho, Raposinho                                                                                          | A Barraca | [ 17 ] |
| 2011 | D. Maria, A Louca | Antônio Cunha | Maria do Céu Guerra                                                         | D. Joana Rita, a aia negra anã                                                                                                 | A Barraca | [ 17 ] |
| 2011 | As Peúgas de Einstein | Hélder Costa | Hélder Costa                                                                | Lenine; Philipe Von Lenard; Max Planck, Taberneiro, Edgar Hoover e Francis Walter                                              | A Barraca | [ 17 ] |
| 2010 | O Mistério da Camioneta Fantasma | Hélder Costa | Hélder Costa                                                                | Carlos da Maia | A Barraca | [ 17 ] |
| 2010 | Agosto - Contos da Emigração | a partir de textos de Ferreira de Castro; José Rodrigues Miguéis; Dias de Melo; João de Melo; Manuela Degerine e Olga Gonçalves | Maria do Céu Guerra                                                         | Cuco | A Barraca | [ 17 ] |
| 2010 | A Balada da Margem Sul | Hélder Costa | Hélder Costa                                                                | Padre Adérito | A Barraca | [ 17 ] |
| 2009 | O Professor de Darwin | Hélder Costa | Hélder Costa                                                                | John Henslow, Professor de Darwin                                                                                              | A Barraca | [ 17 ] |
| 2009 | A Farsa do Doutor Finório | Autor francês anónimo do século XV                                                                                              | José Martins e realização de Fernando Ávila                                 | Tomás Cabreiro, o Pastor | Valentim de Carvalho – Televisão nos Estúdios da Tóbis para RTP | [ 30 ] |
| 2009 | O Inspector Geral | Nikolai Gogol | Maria do Céu Guerra                                                         | Juiz Tanto Faz | A Barraca | [ 17 ] |
| 2008 | Obviamente Demito-o! | Hélder Costa | Hélder Costa                                                                | Padre confessor de Salazar; Ministro Correia de Oliveira; Silva Pais; Skorzeny e Cardeal Cerejeira                             | A Barraca | [ 17 ] |
| 2008 | Felizmente há Luar! | Luís de Sttau Monteiro | Hélder Costa                                                                | Manuel | A Barraca | [ 17 ] |
| 2008 | Nasredin | Odile Wenlersse e Rébecca Dautremer                                                                                             | Elsa Branco                                                                 | Nasredin e Mustafá | Teatro Alternativo – Associação Cultural na 78ª Feira do Livro de Lisboa | [ 31 ] |
| 2007 | Provavelmente Uma Pessoa | Abel Neves | Rui Luís Brás                                                               | Simões | Teatro da Trindade | [ 32 ] |
| 2006 | A Vida de Galileu | Bertolt Brecht | João Lourenço                                                               | Vanni, entre outras personagens                                                                                                | Novo Grupo - Teatro Aberto | [ 33 ] |
| 2006 | O Anúncio | José Costa Reis | José Costa Reis                                                             | Armando, o secretário multifacetado                                                                                            | Ciclo Novos Vezes Nove – Novos Atores 2006 - Teatro São Luiz | [ 34 ] |
| 2005 | Maças Vermelhas | Luis Matilla | Fernando Jorge Lopes                                                        | Ariel | Teatro Extremo | [ 35 ] |
| 2005 | A Rainha do Ferro Velho | Garson Kanin | Filipe La Féria                                                             | Eddie Brock - O Afilhado | Teatro Sá da Bandeira | [ 31 ] |
| 2004 | Bellkiss, Rainha do Sabá | Eugénio de Castro | Castro Guedes                                                               | Enfermeiro (Escravo; Hadad; Caminhante);                                                                                       | Teatro Municipal Sá de Miranda - Teatro do Noroeste - Centro Dramático de Viana | [ 36 ] |
| 2004 | Hansel e Gretel | Irmãos Grimm | Castro Guedes                                                               | Pai | Teatro Municipal Sá de Miranda - Teatro do Noroeste - Centro Dramático de Viana | [ 36 ] |
| 2003 | Woyzeck | Georg Büchner | Guillermo Heras                                                             | Woyzeck | Teatro Municipal Sá de Miranda - Teatro do Noroeste - Centro Dramático de Viana | [ 36 ] |
| 2003 | O Dia de Inês Negra | José Jorge Letria | José Martins                                                                | D. João I | Teatro Municipal Sá de Miranda - Teatro do Noroeste - Centro Dramático de Viana | [ 36 ] |
| 2003 | Farsa do Mestre Pathelin | Autor Francês Anónimo do século XV                                                                                              | Castro Guedes                                                               | Pathelin | Teatro Municipal Sá de Miranda - Teatro do Noroeste - Centro Dramático de Viana | [ 36 ] |
| 2003 | Amor de Dom Perlimplim com Belisa em seu Jardim                                                                                         | Federico García Lorca | José Martins                                                                | Duende | Teatro Municipal Sá de Miranda - Teatro do Noroeste - Centro Dramático de Viana | [ 36 ] |
| 2003 | Os Directores | Daniel Besse | Joaquim Benite                                                              | Bernard Odéon | Companhia de Teatro de Almada em coprodução com Teatro do Noroeste - Centro Dramático de Viana | [ 36 ] |
| 2003 | William Pig, O Porco que leu Shakespeare                                                                                                | Christine Blondel | Castro Guedes                                                               | Palhaço | Teatro Municipal Sá de Miranda - Teatro do Noroeste - Centro Dramático de Viana | [ 36 ] |
| 2002 | Indecência Flagrante: os Três Processos de Oscar Wilde                                                                                  | Moisés Kaufman | Carlos Avillez                                                              | Mordomo; Alfred Taylor; Primeiro Jurado; Agente Richards e William Parker                                                      | Teatro Experimental de Cascais | [ 37 ] |
| 2001 | A Fanfarra | Karl Valentin | Águeda Sena                                                                 | Valentin | Teatro Gil Vicente - Cascais | [ 32 ] |
| 2001 | Tríptico TEC | Carlos J. Pessoa; Luís Vaz de Camões; T. S. Eliot                                                                               | Carlos J. Pessoa                                                            | Cavaleiro; Padre; Marinheiro; Adérito                                                                                          | coprodução Teatro da Garagem / Teatro Experimental de Cascais | [ 38 ] |

## Filmografia

### Cinema
Trabalhou em:
| Ano  | Título                      | Realizador(a)               | Ref.   |
| ---- | --------------------------- | --------------------------- | ------ |
| 2025 | Por Mais Um Dia             | Miguel Babo                 | [ 40 ] |
| 2025 | No Silêncio da Vingança     | João Figueirôa e Mateo Diaz | [ 40 ] |
| 2024 | Aquele Abraço               | Michael Matias              | [ 40 ] |
| 2017 | Luzia                       | Leonor Noivo e Vasco Saltão | [ 40 ] |
| 2017 | Cat & Mouse                 | Dorien Rose Duinke          | [ 40 ] |
| 2016 | Eu e o Tejo                 | Tom Pacheco e Ana Azinhais  | [ 40 ] |
| 2013 | Os Gatos Não Têm Vertigens  | António Pedro Vasconcelos   | [ 40 ] |
| 2010 | O Segredo de Miguel Zuzarte | Henrique Oliveira           | [ 40 ] |

### Televisão
Trabalhou em:
| Ano  | Título | Participação     | Género             | Canal       | Ref.   |
| ---- | --- | ---------------- | ------------------ | ----------- | ------ |
| 2025 | Vitória | Elenco adicional | Telenovela         | SIC         |        |
| 2024 | O Arquiteto | Elenco adicional | Série              | TVI         | [ 41 ] |
| 2024 | Vizinhos para Sempre                                                                                                | Elenco adicional | Série              | TVI         | [ 41 ] |
| 2024 | Senhora do Mar | Elenco adicional | Telenovela         | SIC         | [ 41 ] |
| 2024 | Cacau | Elenco adicional | Telenovela         | TVI         | [ 41 ] |
| 2021 | Da Mood | Elenco adicional | Série              | RTP1        | [ 41 ] |
| 2021 | Amor, Amor | Elenco adicional | Telenovela         | SIC         | [ 41 ] |
| 2021 | O Crime do Padre Amaro                                                                                              | Elenco adicional | Minissérie         | RTP1        | [ 41 ] |
| 2021 | Para Sempre | Elenco adicional | Telenovela         | TVI         | [ 41 ] |
| 2020 | Bem Me Quer | Elenco adicional | Telenovela         | TVI         | [ 41 ] |
| 2020 | Amar Demais | Elenco adicional | Telenovela         | TVI         | [ 41 ] |
| 2019 | Conta-me como Foi                                                                                                   | Elenco adicional | Série              | RTP1        | [ 41 ] |
| 2019 | Prisioneira | Elenco adicional | Telenovela         | TVI         | [ 41 ] |
| 2018 | Alma e Coração | Elenco adicional | Telenovela         | SIC         | [ 41 ] |
| 2018 | Vidas Opostas | Elenco adicional | Telenovela         | SIC         | [ 41 ] |
| 2018 | Valor da Vida | Elenco adicional | Telenovela         | TVI         | [ 41 ] |
| 2017 | Idiotas | Elenco adicional | Série              | RTP2        | [ 41 ] |
| 2017 | Claraboia | Elenco principal | Teatro             | RTP2        | [ 41 ] |
| 2017 | Inspector Max III                                                                                                   | Elenco convidado | Série              | TVI         | [ 41 ] |
| 2016 | Ouro Verde | Elenco adicional | Telenovela         | TVI         | [ 41 ] |
| 2016 | A Impostora | Elenco adicional | Telenovela         | TVI         | [ 41 ] |
| 2016 | Rainha das Flores                                                                                                   | Elenco adicional | Telenovela         | SIC         | [ 41 ] |
| 2016 | Coração de Ouro | Elenco adicional | Telenovela         | SIC         | [ 41 ] |
| 2016 | Santa Bárbara | Elenco adicional | Telenovela         | TVI         | [ 41 ] |
| 2015 | Bem-Vindos a Beirais                                                                                                | Elenco convidado | Série              | RTP1        | [ 41 ] |
| 2014 | Mar Salgado | Elenco adicional | Telenovela         | SIC         | [ 41 ] |
| 2014 | Quase Famoso | Coprotagonista   | Série              | Streaming   | [ 41 ] |
| 2014 | Água de Mar | Elenco adicional | Série              | RTP1        | [ 41 ] |
| 2014 | Bem-Vindos a Beirais                                                                                                | Elenco convidado | Série              | RTP1        | [ 41 ] |
| 2014 | Sol de Inverno | Elenco adicional | Telenovela         | SIC         | [ 41 ] |
| 2013 | Destinos Cruzados                                                                                                   | Elenco adicional | Telenovela         | TVI         | [ 41 ] |
| 2012 | Bairro | Elenco adicional | Série              | TVI         | [ 41 ] |
| 2012 | Santos de Portugal                                                                                                  | Protagonista     | Série Documentário | RTP2        | [ 41 ] |
| 2012 | Depois do Adeus | Elenco adicional | Série              | RTP1        | [ 41 ] |
| 2012 | Doce Tentação | Elenco adicional | Telenovela         | TVI         | [ 41 ] |
| 2011 | Rosa Fogo | Elenco adicional | Telenovela         | SIC         | [ 41 ] |
| 2011 | Portal do Tempo | Elenco convidado | Minissérie         | TVI         | [ 41 ] |
| 2011 | Remédio Santo | Elenco adicional | Telenovela         | TVI         | [ 41 ] |
| 2011 | A Família Mata | Elenco convidado | Sitcom             | SIC         | [ 41 ] |
| 2011 | Laços de Sangue | Elenco adicional | Telenovela         | SIC         | [ 41 ] |
| 2010 | República de Abril- participação com excerto da peça A Balada da Margem Sul de Hélder Costa e música de Jorge Palma | Elenco convidado | Gala               | RTP1        | [ 41 ] |
| 2009 | Ele é Ela | Elenco adicional | Série              | TVI         | [ 41 ] |
| 2009 | A Farsa do Doutor Finório                                                                                           | Elenco principal | Teatro             | RTP1        | [ 41 ] |
| 2009 | Olhos nos Olhos | Elenco Adicional | Telenovela         | TVI         | [ 41 ] |
| 2008 | Liberdade 21 | Elenco convidado | Série              | RTP1        | [ 41 ] |
| 2008 | Cenas do Casamento                                                                                                  | Ator convidado   | Sitcom             | SIC         | [ 41 ] |
| 2008 | Feitiço de Amor | Elenco adicional | Telenovela         | TVI         | [ 41 ] |
| 2008 | Pai à Força | Elenco adicional | Série              | RTP1        | [ 41 ] |
| 2008 | Vozes de Abril - participação com o texto Vira–Casacas de Hélder Costa                                              | Ator convidado   | Gala               | RTP1        | [ 41 ] |
| 2008 | Chiquititas | Elenco adicional | Telenovela         | SIC         | [ 41 ] |
| 2008 | Rebelde Way | Elenco adicional | Telenovela         | SIC         | [ 41 ] |
| 2007 | O Quinto Poder | Elenco principal | Série              | Rede Record | [ 41 ] |
| 2007 | Floribella | Elenco adicional | Telenovela         | SIC         | [ 41 ] |
| 2007 | Doce Fugitiva | Elenco adicional | Telenovela         | TVI         | [ 41 ] |
| 2006 | Câmara Café | Elenco principal | Sitcom             | RTP1        | [ 41 ] |
| 2005 | Mundo Meu | Elenco adicional | Telenovela         | TVI         | [ 41 ] |
| 2005 | Inspector Max | Elenco convidado | Série              | TVI         | [ 41 ] |
| 2005 | O Clube das Chaves                                                                                                  | Elenco adicional | Série              | TVI         | [ 41 ] |
| 2005 | Trio Maravilha | Episódio-piloto  | Sitcom             | TVI         | [ 41 ] |
| 2004 | Baía das Mulheres                                                                                                   | Elenco adicional | Telenovela         | TVI         | [ 41 ] |
| 2002 | Bons Vizinhos | Elenco adicional | Série              | TVI         | [ 41 ] |
| 2001 | Filha do Mar | Elenco adicional | Telenovela         | TVI         | [ 41 ] |
| 2001 | Bairro da Fonte | Elenco adicional | Série              | SIC         | [ 41 ] |
| 1994 | Desencontros | Figuração        | Telenovela         | RTP1        | [ 41 ] |

## Publicidade
| Ano  | Campanha             | Cliente |
| ---- | -------------------- | ------- |
| 2025 | O Teu AMIGO.PT       | AMIGO   |
| 2008 | BES - Soluções Auto: | BES     |

## Prémios e Distinções
| Ano  | Prémio | Júri                                                                       | Entidade                                                                      | Ref.   |
| ---- | --- | -------------------------------------------------------------------------- | ----------------------------------------------------------------------------- | ------ |
| 2014 | Prémio Especial do Júri FITA 2014 - Maria do Céu Guerra, Adérito Lopes e o grupo A Barraca pela montagem de Menino de Sua Avó. Ex aequo com Eva Wilma. | Fátima Valença, Natália Nolli Sasso, Paulo Gracindo Júnior e Sérgio Fonta. | FITA-Festa Internacional de Teatro de Angra dos Reis. Rio de Janeiro, Brasil. | [ 42 ] |
| 2006 | Finalista da 1.ª edição do Projeto Novos Atores, no âmbito do Ciclo Novos x9                                                                           | Adriano Luz, Ana Luísa Guimarães e João Lourenço.                          | EGEAC, E.E.M./São Luiz Teatro Municipal, Jorge Salavisa.                      | [ 43 ] |

## Estudos e Investigações
| Ano  | Título | Grau                   | Universidade - Instituição | Ref.   |
| ---- | --- | ---------------------- | --- | ------ |
| 2023 | Uma Proposta de Conteúdos e Reportório para a Prática Teatral na Formação de Jovens Atores no Ensino Profissional em Portugal | Pós-Doutoramento       | Escola Superior de Teatro e Cinema – Instituto Politécnico de Lisboa em acolhimento do CIAC – Centro de Investigação em Artes e Comunicação com sede na Universidade do Algarve. | [ 44 ] |
| 2022 | Ricardo Reis no Espetáculo do Mundo: uma interpretação cénica saramaguiana                                                    | Título de Especialista | Instituto Politécnico de Lisboa. | [ 45 ] |
| 2017 | Uma Interpretação de Pessoa: Manual de um Ator                                                                                | Doutoramento           | Faculdade de Ciências Humanas e Sociais da UAlg - Universidade do Algarve. | [ 46 ] |
| 2013 | N' A Barraca com Maria do Céu Guerra                                                                                          | Mestrado               | Escola Superior de Teatro e Cinema. | [ 47 ] |